# ستان فـان ديجك
ستان فـان ديجك (بالهولندية: Stan van Dijck)‏ هو لاعب كرة قدم هولندي في مركز الدفاع، ولد في 7 أكتوبر 2000 في بوكسمير في هولندا. لعب مع في في في فينلو.

## وصلات خارجية
- ستان فـان ديجك على موقع قاعدة بيانات كرة القدم.إي يو (الإنجليزية)
- ستان فـان ديجك على موقع Soccerway.com (الإنجليزية)